# 694-й штурмовой авиационный полк
694-й штурмовой авиационный полк  — воинское подразделение вооружённых сил СССР в Великой Отечественной войне.

## История
Был сформирован как 694 НБАП и получил на вооружение из московских аэроклубов самолёты По-2. Зимой 1941/42 г. действовал в составе 38 САД.
Первые же вылеты показали неисправность бомбосбрасывателей, и машины использовали для связи с оторвавшимися от соседей или окружёнными наземными частями.
С 5 февраля по 10 июля 1942 года 694-й ночной бомбардировочный полк проходил процесс переформирования в штурмовой полк при 34-м запасном авиационном полку 3-й запасной авиационной бригады в Пирогово, позже в Ижевске (Удмуртия). С 18 июля по 25 августа 1942 года проходил подготовку по курсу штурмовой авиации, по окончании подготовки направлен в Разбойщина.
В составе действующей армии с 26.08.1942 по 27.11.1942 и с 13.02.1944 по 13.01.1945.
Одновременно с формированием полк был вооружён самолётами Ил-2 и переброшен под Сталинград. C августа 1942 по ноябрь 1942 вёл бои под Сталинградом, а затем, по-видимому в связи с потерями, был отведён в резерв, где пополнялся до февраля 1944 года.
Из эпизодов боевой деятельности полка под Сталинградом:

ПРИКАЗ О МУЖЕСТВЕ И ХРАБРОСТИ, ПРОЯВЛЕННЫМИ КОМАНДИРОМ ЭСКАДРИЛЬИ 694-го ШТУРМОВОГО АВИАПОЛКА КАПИТАНОМ П. С. ВИНОГРАДОВЫМ В ВОЗДУШНОМ БОЮ 

№ 0757 9 сентября 1942 г. 

7 сентября 1942 года командир эскадрильи 694-го штурмового авиаполка капитан Виноградов в составе группы самолётов Ил-2 наносил удар по мото-мехчастям и танкам противника. Во время атаки подвергся нападению 4 истребителей Ме-109ф. Невзирая на численное превосходство противника, оставшись один, смело вступил в бой с истребителями, в котором сбил 2 Ме-109ф, остальных заставил покинуть поле боя. 

В бою получил ранение, истекая кровью и превозмогая боль, привёл самолёт и посадил на свою территорию. 

Приказываю: 

За проявленные мужество, храбрость в воздушном бою с 4 Ме-109ф командиру 1-й эскадрильи 694-го штурмового авиационного полка капитану Виноградову Павлу Сергеевичу присваиваю внеочередное военное звание «подполковник» и назначаю его на должность командира 694-го штурмового авиаполка. 

Приказ прочесть всему личному составу ВВС Красной Армии. 

Заместитель Народного комиссара обороны СССР генерал-лейтенант авиации НОВИКОВ ф. 4, оп. 11, д. 72, л. 430. 

Осенью 1942 г. Штурман 694 ШАП старший лейтенант М. И. Бобров заявил на митинге: «Возложенные на меня боевые задачи выполню во что бы то ни стало! Если придётся погибнуть, то моя смерть обойдётся фашистам дорого». На этом же митинге техники дали клятву готовить самолёты так, чтобы они работали безотказно. Лётчики поклялись, что они проявят всё своё умение и не пожалеют сил и жизни, чтобы вместе с сухопутными войсками отстоять город на Волге. Одновременно с ведением боевых действий лётный состав осваивал материальную часть самолётов, совершенствовал тактическую подготовку, изучал район боевых действий и боевой опыт лучших экипажей и подразделений. В полку прошли полигонные учения. Лётчики совершенствовали прицельное бомбометание с пикирования. Так же в полку было развёрнуто соревнование за звание снайперских экипажей. 
В феврале 1944 года переброшен на Карельский фронт, с 06.02.1944 года по 02.05.1944 базируется на аэродромах Яровщина и Шукозеро.
C 10.05.1944 по 17.06.1944 года базируется на аэродроме Подужемье, в 8 километрах западнее города Кемь.
К 19.06.1944 года передислоцирован в район реки Свирь на аэродром Новинка, где принял участие в Свирско-Петрозаводской операции, штурмуя колонны и укрепления противника. В частности, 24.06.1944 поддерживает с воздуха части 100-й гвардейской стрелковой дивизии в бою за опорный пункт Самбатукса. 28.06.1944 года уничтожает артиллерию и береговые укрепления на Уйской губе Онежского озера, тем самым обеспечивая высадку десанта (31-й отдельный батальон морской пехоты). С 01.04.1944 по 19.07.1944 базируется на аэродроме Нурмолица. 05.07.1944 обеспечивает наступление пехоты на Салми. C 19.07.1944 по 29.07.1944 базируется на аэродроме Погран-Кондуши. В конце июля 1944 года переброшен на кандалакшское направление, на аэродром Рогокоски, где находится с 29.07.1944 по 06.09.1944 года. 30.07.1944 наносит удар по опорному пункту Хонкавара. С 06.09.1944 по 20.09.1944 базируется на аэродроме Боярская.
В октябре 1944 года, участвуя в Петсамо-Киркенесской операции, полк поддерживает войска 131-го стрелкового корпуса, базируясь на аэродроме Шонгуй под Мурманском. 23.10.1944 перелетел на аэродром в Луостари, где находился до 16.02.1945 года
Уже с 07.11.1944 не делал боевых вылетов. После окончания войны полк вошел в составе ВВС Беломорского военного округа. В период с 18 по 25 мая 1946 года расформирован.

## Полное наименование
- 694-й штурмовой авиационный полк

## Подчинение
| Дата            | Фронт (округ)             | Армия                | Корпус | Дивизия                             | Примечания                                                         |
| --------------- | ------------------------- | -------------------- | ------ | ----------------------------------- | ------------------------------------------------------------------ |
| 01.07.1942 года | Уральский военный округ   | -                    | -      | -                                   | -                                                                  |
| 01.08.1942 года | Резерв Ставки ВГК         | -                    | -      | -                                   | -                                                                  |
| 01.09.1942 года | Сталинградский фронт      | 8-я воздушная армия  | -      | 228-я штурмовая авиационная дивизия | -                                                                  |
| 01.10.1942 года | Донской фронт             | 16-я воздушная армия | -      | 228-я штурмовая авиационная дивизия | -                                                                  |
| 01.11.1942 года | Донской фронт             | 16-я воздушная армия | -      | 228-я штурмовая авиационная дивизия | -                                                                  |
| 01.12.1942 года | -                         | -                    | -      | -                                   | нет данных, непосредственно перед началом декабря выведен в резерв |
| 01.01.1943 года | Приволжский военный округ | -                    | -      | -                                   | -                                                                  |
| 01.02.1943 года | Приволжский военный округ | -                    | -      | -                                   | -                                                                  |
| 01.03.1943 года | Приволжский военный округ | -                    | -      | -                                   | -                                                                  |
| 01.04.1943 года | Приволжский военный округ | -                    | -      | -                                   | -                                                                  |
| 01.05.1943 года | Приволжский военный округ | -                    | -      | -                                   | -                                                                  |
| 01.06.1943 года | Приволжский военный округ | -                    | -      | -                                   | -                                                                  |
| 01.07.1943 года | Приволжский военный округ | -                    | -      | -                                   | -                                                                  |
| 01.08.1943 года | Приволжский военный округ | -                    | -      | -                                   | -                                                                  |
| 01.09.1943 года | Приволжский военный округ | -                    | -      | -                                   | -                                                                  |
| 01.10.1943 года | Приволжский военный округ | -                    | -      | -                                   | -                                                                  |
| 01.11.1943 года | Приволжский военный округ | -                    | -      | -                                   | -                                                                  |
| 01.12.1943 года | Приволжский военный округ | -                    | -      | -                                   | -                                                                  |
| 01.01.1944 года | Приволжский военный округ | -                    | -      | -                                   | -                                                                  |
| 01.02.1944 года | -                         | -                    | -      | -                                   | нет данных (вероятно, в пути)                                      |
| 01.03.1944 года | Карельский фронт          | 7-я воздушная армия  | -      | 257-я смешанная авиационная дивизия | -                                                                  |
| 01.04.1944 года | Карельский фронт          | 7-я воздушная армия  | -      | 257-я смешанная авиационная дивизия | -                                                                  |
| 01.05.1944 года | Карельский фронт          | 7-я воздушная армия  | -      | 257-я смешанная авиационная дивизия | с 02.05.1944 из состава дивизии вышел                              |
| 01.06.1944 года | Карельский фронт          | 7-я воздушная армия  | -      | 261-я смешанная авиационная дивизия | с 10.05.1944                                                       |
| 01.07.1944 года | Карельский фронт          | 7-я воздушная армия  | -      | 257-я смешанная авиационная дивизия | с 19.06.1944                                                       |
| 01.08.1944 года | Карельский фронт          | 7-я воздушная армия  | -      | 257-я смешанная авиационная дивизия | -                                                                  |
| 01.09.1944 года | Карельский фронт          | 7-я воздушная армия  | -      | 257-я смешанная авиационная дивизия | -                                                                  |
| 01.10.1944 года | Карельский фронт          | 7-я воздушная армия  | -      | 261-я смешанная авиационная дивизия | с 20.09.1944                                                       |
| 01.11.1944 года | Карельский фронт          | 7-я воздушная армия  | -      | 261-я смешанная авиационная дивизия | -                                                                  |
| 01.12.1944 года | -                         | 14-я отдельная армия | -      | 261-я штурмовая авиационная дивизия | -                                                                  |
| 01.01.1945 года | -                         | 14-я отдельная армия | -      | 261-я штурмовая авиационная дивизия | -                                                                  |
| 01.02.1945 года | Беломорский военный округ | -                    | -      | 261-я штурмовая авиационная дивизия | -                                                                  |
| 01.03.1945 года | Беломорский военный округ | -                    | -      | 261-я штурмовая авиационная дивизия | -                                                                  |
| 01.04.1945 года | Беломорский военный округ | -                    | -      | 261-я штурмовая авиационная дивизия | -                                                                  |
| 01.05.1945 года | Беломорский военный округ | -                    | -      | 261-я штурмовая авиационная дивизия | -                                                                  |

## Командиры
- Хрусталёв Василий Михайлович майор, с 05.12.1941 г. по 31.08.1942 г. (ранен)
- Виноградов, Павел Алексеевич, подполковник, с 09.09.1942 г.